# Zerebralshunt
Als Zerebralshunt, Cerebralshunt oder auch Liquorshunt bezeichnet man ein medizinisches Schlauchsystem (in der Regel Implantat), das beim Hydrocephalus (Wasserkopf) und beim Pseudotumor cerebri (Intrakranielle Hypertension) Verwendung findet. Durch einen Zerebralshunt (in den meisten Fällen ein ventrikulo-peritonealer Shunt) wird überschüssige Gehirnflüssigkeit aus den Gehirnkammern körperintern zum Beispiel in den Bauchraum abgeführt, um den Hirndruck auf einen Normalwert zu reduzieren. Es handelt sich in der Regel um einen dünnen Kunststoffschlauch, der unter Zwischenschaltung eines Ventils vom Kopf, unter der Haut, hinter den Ohren und am Hals entlang die gestaute Gehirnflüssigkeit in eine andere Körperhöhle (Bauchraum oder Vorhof des Herzens) leitet.
Ist die Verwendung eines Zerebralshunts nicht möglich, weil beispielsweise nach einer Shuntinfektion die Eiweißwerte im Liquor zu hoch sind, kann bei Kleinkindern alternativ auch der Einsatz eines Rickham-Reservoirs in Erwägung gezogen werden, um bei mehrfach täglicher Punktion Liquor zu drainieren und damit den Hirndruck vorübergehend zu senken.

## Einführung
Bei einem Hydrocephalus liegt entweder eine Resorptionsstörung des Liquor cerebrospinalis, ein Verschluss der Verbindungen zwischen den Hirnventrikeln oder dem Spinalkanal oder eine Überproduktion von Liquor vor. Resorptionsstörungen resultieren meist aus intrazerebralen Blutungen (ICB) unter Einbeziehung der Ventrikel (intraventrikuläre Hirnblutung – IVH) im Neugeborenenalter. Dabei verkleben die Arachnoidalzotten im Bereich der Spinalnervenaustritte und der venösen Blutleiter in der Dura mater (Sinus durae matris) durch die im Blut enthaltenen Proteine und blockieren die Liquorresorption. In der Folge steigt der intracranielle Druck (Intracranial Pressure, kurz ICP, Hirndruck), bei einem
Neugeborenen wächst der Schädel überproportional, da die Schädelnähte (Suturen) noch nicht fest miteinander verbunden sind.
In diesem Fall ist die Anlage eines Liquorshunts das Mittel der Wahl. Durch ein Shuntsystem wird der Liquor aus den Ventrikeln körperintern zum Beispiel in den Bauchraum abgeführt und der Hirndruck auf einen Normalwert reduziert. Im Allgemeinen geht der Hydrocephalus einher mit dem Untergang von Hirngewebe durch die Überdrucksituation im Schädel. Erhöhter Hirndruck verursacht den Untergang von Hirngewebe. Bereits untergegangenes Hirngewebe ist zwar unwiederbringlich verloren, ein Fortschreiten des Prozesses kann durch einen Zerebralshunt jedoch aufgehalten werden.

## Funktionsprinzip
Ein Shuntsystem hat die Aufgabe, ab einem definierten intraventrikulären Druck (IVD) Liquor abzuführen und gleichzeitig dafür zu sorgen, dass nicht zu viel Liquor abgeführt wird und somit eine Überdrainage stattfindet.
Zu berücksichtigen sind weiterhin der Druck im Bauchraum des Patienten (intraperitonealer Druck, ID) sowie der hydrostatische Druck (HD), also die Druckdifferenz, die sich aus dem Höhenunterschied zwischen Ventrikelsystem und Bauchraum des sitzenden, liegenden oder stehenden Patienten ergibt.
Zur Berechnung des intraventrikulären Druckes gilt die nachfolgende Formel, wobei OD den Öffnungsdruck des Ventils darstellt. Die Angabe H2O benennt eine Einheit des Druckes als „cm Wassersäule“.
- Intraventrikulärer Druck (IVD) = Intraperitonealer Druck (ID) + Öffnungsdruck des Ventils (OD) − hydrostatischer Druck (HD)
- IVD = ID + OD − HD

Beispiel:
Der liegende Patient hat:
- einen Bauchraumdruck von 0 cm H2O,
- einen Öffnungsdruck des Ventils von 10 cm H2O und, da er liegt,
- einen hydrostatischen Druck von 0 cm H2O.

Umgesetzt auf die Formel
- IVD = ID + OD − HD

ergibt sich
- IVD = 0 + 10 − 0 = 10 cm H2O.

Der gleiche Patient steht jetzt aufrecht. Er hat:
- einen Bauchraumdruck von 0 cm H2O,
- einen Öffnungsdruck des Ventils von 10 cm H2O und
- einen hydrostatischen Druck von 50 cm H2O.

Umgesetzt auf die Formel
- IVD = ID + OD − HD

ergibt sich
- IVD = 0 + 10 − 50 = -40 cm H2O.

Hier erfährt der Patient im Stehen eine Überdrainage.
Beispiel zwei zeigt somit auch die großen Nachteile von einstufigen Shuntventilen. Entweder
erfährt der Patient im Stehen eine Überdrainage oder im Liegen einen Überdruck in den Ventrikeln.
Erschwert wird die Situation dadurch, dass adipöse Patienten einen höheren intraperitonealen Druck
aufweisen als schlanke Patienten.

## Arten von Shuntsystemen
Grundsätzlich unterscheidet man zwischen ventrikulo-atrialen (VA) und ventrikulo-peritonealen (VP) Shuntsystemen.
Bei den eher selten indizierten VA-Shuntsystemen erfolgt die Liquorableitung in den rechten Herzvorhof.
Bei den am häufigsten indizierten VP-Shuntsystemen erfolgt die Liquorableitung in die Bauchhöhle (Peritoneum).
Bei bestimmten Indikationen ist auch eine externe Ventrikeldrainage (etwa ein Codman Drain) angezeigt, etwa nach Shuntexplantation aufgrund einer Shuntinfektion. Allerdings ist die externe Drainage nur temporär anwendbar, da das Neuinfektionsrisiko ungleich höher als bei einer internen Ableitung ist.

## Aufbau von Shuntsystemen
Shuntsysteme bestehen grundsätzlich aus folgenden Komponenten:
- Ventrikelkatheter
- Bohrlochumlenker (mit oder ohne Pumpkammer / Reservoir)
- Distalkatheter
- Ventilsysteme
- Atrial- oder Peritonealkatheter

### Ventrikelkatheter
Der Ventrikelkatheter dient der eigentlichen Drainierung der Hirnventrikel. Es handelt sich um einen am Ende abgerundet verschlossenen Silikonschlauch, der im Endbereich mit kleinen Löchern versehen ist, so dass Liquor aus den Ventrikeln in den Schlauch eintreten kann. Nachdem (meist im hinteren Bereich des Stirnbeins) ein Loch gebohrt wurde, wird einer der beiden Seitenventrikel mit dem Katheter punktiert.

### Bohrlochumlenker / Bohrlochreservoir
Meist ist der Ventrikelkatheter direkt mit einem Bohrlochumlenker oder einem Bohrlochreservoir verbunden. Der Bohrlochumlenker sitzt auf dem Ventrikelkatheter und winkelt den Katheter um 90 Grad ab, so dass der daran angrenzende Konnektor parallel zur Schädeldecke liegt.
Alternativ gibt es Bohrlochreservoire, die eine Liquorpunktion zur ICP-Messung und Liquordiagnostik direkt an den Ventrikeln ermöglichen. Des Weiteren gibt es Pumpkammern, die das Freispülen eines verklebten Ventils ermöglichen. Auch Kombinationen aus beiden werden angeboten.
Neuere Geräte (aus Reservoir und Pumpkammern bestehend) enthalten außerdem ein Rückschlagventil, das beim Pumpen einen schlagartigen Druckanstieg in den Ventrikeln verhindert. Der Einsatz von Reservoir, Pumpkammern oder einer Kombination aus beiden erfolgt individuell, indikationsabhängig.

### Distalkatheter
Häufig ist der Distalkatheter direkt mit dem Umlenker / Reservoir / Pumpkammer verbunden. Er verbindet Ventrikelkatheter und Umlenkeinheit mit dem eigentlichen Shuntventil.

### Shuntventil
Das Shuntventil dient der Regulation des ICP und ist vielfach eine Kombination aus verschiedenen Ventiltypen. Meist werden heutige Ventilsysteme hinter dem Ohr implantiert. Konstruktionsbedingt verhindert ein Shuntventil außerdem den Rückfluss von Liquor und verhindert somit auch das Eindringen von Flüssigkeiten aus dem Peritonealraum in das Ventrikelsystem. Somit stellt das Shuntventil auch immer eine Infektionsbarriere dar.

### Atrial- und Peritonealkatheter
Der Atrialkatheter führt den Liquor vom Ventil in den rechten Vorhof des Herzens, der Peritonealkatheter in die Bauchhöhle. Die jeweiligen Silikonschläuche des Distal- sowie des Peritoneal- oder Atrialkatheters haben einen Außendurchmesser von etwa 2,3 Millimeter und werden unter der Haut durchgezogen. So bedarf es für eine Shuntimplantation maximal drei bis vier kleiner Hautschnitte.

## Historische Ventiltypen
Heutzutage gibt es auf dem Weltmarkt etwa 130 verschiedene Ventiltypen, die jedoch alle auf vier Grundtypen von Shuntventilen basieren. Zusammen mit den in jeweils unterschiedlichen Druckstufen angebotenen Typen kann der Neurochirurg somit heute zwischen etwa 450 unterschiedlichen Ventilen wählen.

### Grundlagen, technische Ventilprinzipien
Zur Realisierung eines Differenzdruckes zwischen den Hirnkammern und dem Ableitungsort (heute meist dem Bauchraum) werden bis heute drei unterschiedliche Ventiltypen verwendet. Hiermit ist nicht die hydraulische Arbeitsweise von Ventilen gemeint, sondern vielmehr die technische Realisierung. Die ersten Ventile waren die sogenannten Schlitzventile, bei denen die Steifigkeit des Materials (Silikon) definiert, bei welchem Druck das Ventil öffnet. Bei Membranventilen verhält es sich ähnlich; hier ist es die Steifigkeit des Materials (Silikon) gegen ein Verwölbung, die den Öffnungsdruck definiert. Bei allen modernen Ventiltypen wird das Kugel-Konus-Prinzip genutzt, bei dem der Öffnungsdruck nicht durch das Schließelement selber, sondern durch eine wesentlich exakter einstellbare Feder festgelegt wird.

#### Kugel-Konus-Ventile
Bei diesem Ventiltyp verschließt eine von einer Feder in einen Metallkonus gepresste Kugel die Liquorpassage. Die Federspannung bestimmt dabei den Öffnungsdruck des Ventils.
Ist der Liquordruck auf die Kugel höher als die Federkraft, mit der die Kugel in den Konus gepresst wird, öffnet sich das Ventil und der Liquor kann passieren. Diese Ventilkonstruktionen arbeiten in der Regel sehr präzise und zuverlässig.
Bekanntester Vertreter dieses Ventiltyps ist das Cordis-Hakim-Standard-Ventil.

#### Membranventil
Bei einem Membranventil drückt eine aus hochflexiblem Silikon bestehende Membran gegen eine starre ringförmige Öffnung und verschließt dadurch die Liquorpassage. Wird auf die Membran ein definierter Druck ausgeübt, deformiert sich die Membran und der Liquor kann durch die entstehende Öffnung passieren.
Flexibilität und Vorspannung der Membran bestimmen hier den Öffnungsdruck des Ventils.
Der Nachteil dieses Ventiltyps ist der so genannte Silikon-Memory-Effekt. Die Silikonmembran verändert im Laufe der Nutzung ihre physikalischen Eigenschaften, womit sich auch die Kenngrößen des Ventils ändern. Es hängt also sehr vom verwendeten Silikon-Grundstoff ab, wie ausgeprägt und schnell der Silikon-Memory-Effekt zum Tragen kommt.
Bekannte Vertreter dieses Ventiltyps sind die Heyer-Schulte-Ventile.

#### Schlitzventil
Bei dem Schlitzventil gibt es wiederum zwei verschiedene Grundformen.
Beim einfachen (linearen) Schlitzventil befinden sich nahe dem verschlossenen Ende eines Silikonschlauches mehrere Einschnitte. Liegt ein niedriger Druck an, so pressen die Silikonlippen aneinander und Liquor kann nicht passieren. Erhöht sich der Druck, treten die Schlitze auseinander und Liquor kann passieren.
Weitere Bauformen sind Kreuzschlitze oder Entenschnabelschlitze, die jedoch prinzipiell die gleiche Funktion erfüllen.
Ebenso wie beim Membranventil kommt auch hier der Silikon-Memory-Effekt zum Tragen. Ein weiterer
Nachteil ist, dass die bisweilen sehr kleinen Schlitze zur Liquorpassage sehr leicht verstopfen können.

### Einfache Differenzdruckventile
Alle vorgestellten Grundtypen wurden zwischen den 1950er und 1970er Jahren entwickelt. Erstmals war mit diesen Ventilen eine effektive Möglichkeit der Hydrocephalustherapie geschaffen worden. Allen Typen ist jedoch gemeinsam, dass sie stets nur eine statische Druckstufe aufweisen, die für den liegenden Patienten geeignet ist. Sitzt oder steht der Patient, kommt es durch die hydrostatische Druckdifferenz zwangsläufig zu einer Überdrainage des Ventrikelsystems. Da durch die Überdrainage bisweilen erhebliche Komplikationen eintreten können, müssen diese Ventile als veraltet bewertet werden, wenn sie ohne Zusatzventile implantiert werden.
Technisch betrachtet handelt es sich bei allen Ventilen um Differentialdruck-Ventile.
Zur Vermeidung der Überdrainage wurden mit den beginnenden 1970er Jahren zunehmend weitere Shunttypen entwickelt, die aber dennoch auf die Erkenntnisse mit den vorgestellten Grundtypen zurückgreifen.

## Moderne Ventiltypen
Bei der Entwicklung der modernen Shuntventile wurden im Wesentlichen vier Wege beschritten, aus denen
- die einstellbaren Ventile,
- die selbst-einstellenden Ventile,
- die Anti-Siphon-Ventile und
- die gravitationsgesteuerten Ventile

hervorgegangen sind. Die letzteren beiden werden häufig auch unter der Sammelbezeichnung hydrostatische Ventile zusammengefasst, da sie die hydrostatischen Drücke beim stehenden oder sitzenden Patienten berücksichtigen.

### Einstellbare Ventile
Die einstellbaren Ventile basieren im Wesentlichen auf der Kugel-Konus-Technik, bei der eine Kugel mit einer Feder in einen Konus gepresst wird. Im Unterschied zum statischen Kugel-Konus-Ventil ist beim einstellbaren Ventil die Vorspannung der Feder mit Hilfe eines rotierenden Ankers veränderbar. Auf dem Anker sitzen Stabmagnete, mit dessen Hilfe von außen mit einem dazu passenden Stabmagneten oder einem rotierenden Magnetfeld der Anker verstellt und die Vorspannung der Feder verändert werden kann.
Hierdurch kann das Ventil sehr differenziert auf die Anforderungen des Patienten eingestellt werden, ohne dass ein Eingriff erforderlich ist.
Bei den ersten Generationen dieser Ventile, die 1983 vorgestellt wurden, zeigte sich jedoch immer wieder, dass bereits im Haushalt vorkommende Magnetfelder wie etwa die eines Kopfhörers ausreichend waren, um das Ventil zu verstellen. Bei den ersten Generationen dieser Ventile war zudem unmittelbar nach einem MRT eine Röntgenuntersuchung zur Einstellungskontrolle des Ventils erforderlich.
Heute erhältliche Ventile sind jedoch darauf ausgelegt, selbst gegen ein 3-Tesla-Magnetfeld eines MRT resistent zu sein. Zur Einstellungskontrolle wird heute eine Art Kompass verwendet, der über das Ventil gehalten wird und die momentane Druckstufe anzeigt.
Das einstellbare Ventil an sich ist nicht geeignet, einer Überdrainage im Sitzen oder Stehen vorzubeugen.
Vielfach werden einstellbare Ventile auch als „programmierbare Shunts“ bezeichnet, diese Bezeichnung ist jedoch nicht ganz korrekt, da sie eine Funktion suggeriert, die das Ventil nicht erfüllen kann.

### Selbst einstellende / selbstregulierende Ventile
Selbsteinstellende oder auch flussgesteuerte (flow-gesteuerte) Ventile basieren auf der Überlegung, dass pro Zeitspanne nur so viel Liquor abgeführt werden muss, wie auch tatsächlich produziert wird. Dazu wurde erstmals mit dem Cordis-Orbis-Sigma-Ventil ein Shuntventil vorgestellt, das unabhängig vom Differentialdruck an den Shuntenden pro Zeitspanne eine konstante Liquormenge abführt. Bei einem konventionellen Ventil würde bei einem erhöhten Differentialdruck auch die abzuführende Liquormenge erhöht sein. Dies gelingt dadurch, dass eine elastische Membran mit einer Öffnung versehen ist, die durch einen konischen Stößel mehr oder weniger eingeengt wird. Liegt der Patient, ist der Differentialdruck zwischen den Shuntenden gering und somit der Druck auf die Membrane niedrig: Die Membrane wird nur gering belastet, an dieser Stelle ist der konische Stößel relativ dünn und es kann mäßig viel Liquor abdrainiert werden. Sitzt der Patient aufrecht oder steht, erhöht sich der Differentialdruck dramatisch. Der Druck auf die Membrane steigt und sie deformiert sich in Richtung einer im Durchmesser größten Stelle des konischen Stößels, die Liquorableitung wird einem vergleichsweise größerem Widerstand ausgesetzt und das Lumen entsprechend reduziert. Für den Fall einer lebensbedrohlichen Hirndruckerhöhung wurde eine weitere Notfalldruckstufe implementiert. Hier wird die Membrane derart weit ausgelenkt, dass keine Behinderung mehr durch einen Stößel vorliegt und Liquor in hohen Mengen abfließen kann.

#### Bewertung selbst einstellender / selbstregulierender Ventile
Zur Erinnerung: Die zu Grunde liegende Idee dieses Ventiltyps ist, dass nicht mehr Liquor abgeführt wird als pro Zeitspanne produziert wird. Könnte man diesen Wert genau definieren, wäre das Konzept sinnvoll. Die meisten Ventile gehen von einem Wert von 20 Milliliter pro Stunde aus und versuchen, diesen Wert unabhängig vom Differentialdruck annähernd einzuhalten. Dies ist jedoch auch der größte Nachteil dieser Systeme: Die Liquorproduktion variiert im Laufe eines Tages erheblich. Es gibt Zeiten, in denen deutlich mehr als 20 Milliliter Liquor pro Stunde produziert wird, ebenso gibt es Zeiten, in denen diese Menge deutlich unterschritten wird. Weiterhin ist bekannt, dass die Liquorproduktion mit zunehmendem Alter abnimmt. Somit gibt es im Tagesrhythmus immer wieder Zeiten mit zu hohem und zu niedrigem ICP. Risiken stellen sich bei diesem Ventiltyp außerdem in der Behandlung des Normaldruckhydrocephalus in Verbindung mit B-Wellen ein. Diese beschreiben ein kurzfristiges Ansteigen des Blutvolumens im Kopf, dessen Druckanstieg bei einem Hydrocephalus nicht adäquat ausgeglichen werden kann und somit zu sehr hohen Druckspitzen führen kann. Flussgesteuerte Ventile sind konzeptionell nicht in der Lage, dies zu verhindern. Konstruktionsbedingt neigen diese Ventiltypen auch zum Verstopfen.

### Anti-Siphon-Ventile
Das Anti-Siphon-Ventil (ASD = Anti-Siphon-Device) beruht auf dem Funktionsprinzip, dass beim aufrecht stehenden oder sitzenden Patienten eine Sogwirkung am Shuntventil auftritt. Dadurch kommt eine Membran an einem Kunststoffbauteil zu liegen und unterbindet somit den Liquorfluss. Liegt kein Sog mehr an, kann sich die sehr elastische Membran zurückbewegen und den Liquorfluss wieder freigeben. Da Anti-Siphon-Ventile immer mit konventionellen Ventiltypen kombiniert werden müssen, dauerte es nicht lange, bis es Komplettlösungen am Markt gab. Bekannteste Vertreter sind die Heyer-Shulte- oder die PS Medical Delta-Ventile.

#### Bewertung der Anti-Siphon-Ventile
Kritischer Punkt dieser Ventile ist die Heranziehung des atmosphärischen Druckes als Referenzdruck auf der liquorabgewandten Seite. Im Labor und direkt nach der Implantation ist dies noch kein Problem. Dies tritt erst nach der vollständigen Narbenbildung ein. Da die Ventile meist im Unterhautfettgewebe liegen, erhöht sich nach der Narbenbildung der Referenzdruck ganz erheblich. Dies erklärt auch die Tatsache, dass die Ventile anfangs ausgezeichnet funktionierten und mit abgeschlossener Narbenbildung Probleme bereiteten, die bis zum vollständigen Verschluss der Ventile führten. Nach anfänglich adäquater Vermeidung der Überdrainage kam es nach einigen Wochen zu Überdrucksymptomatiken: Der Hydrocephalus kehrte zurück. Aus heutiger Sicht sind diese Ventile daher als nicht mehr zeitgemäß zu beurteilen, da die Gefahr eines Shuntversagens zu hoch ist.

### Gravitationsgesteuerte Ventile
Bei den gravitationsgesteuerten Ventilen unterscheidet man zwischen den Counterbalancer und den Switcher-Typen.
Die zuerst entwickelten Counterbalancer beruhen auf dem Ausgleich der Kräfte ähnlich wie bei einem Fahrstuhl, bei dem ein Gegengewicht zu dem eigentlichen Fahrkorb existiert. Richtet sich der erwachsene Patient auf, lastet auf dem Ventil ein Druck von etwa 50 Zentimeter Wassersäule. Durch eine Kugel-Konus-Kombination wird diesem Gewicht ein entsprechender Widerstand entgegengesetzt. Erst wenn der Druck höher wird, werden die Kugeln aus dem Konus gehoben und der überschüssige Liquor kann passieren. Legt sich der Patient hingegen hin, fallen die Kugeln aus dem Konus und der Liquor kann passieren. Mit dem Cordis-Hakim-Lumbar-Ventil wurde erstmals ein derartiger Ventiltyp geschaffen. Allerdings wurde dieser schon in den 1970er Jahren patentierte Ventiltyp ausschließlich für die lumboperitoneale Ableitung angeboten.
Christoph Miethke entwickelte schließlich mit dem Miethke Shunt-Assistent erstmals ein Ventil für die peritoneale Ableitung, das einen von der Körperhaltung unmittelbar abhängigen Öffnungsdruck realisierte. Während der Miethke Shunt-Assistent lediglich ein Zusatzventil ist, stellen sowohl das Cordis-Hakim-Lumbar-Ventil als auch der Miethke PaediGAV eine „All-in-one“-Lösung dar, die sowohl die Bedürfnisse des liegenden als auch des sich aufgerichteten und stehenden Patienten berücksichtigen.
Ein weiteres Ventil, das einen von der Körperhaltung abhängigen Öffnungsdruck einstellte, war das in Frankreich hergestellte Sophysa AS Ventil. Das Funktionsprinzip beruhte auf einem Anker, der sich immer wieder nach unten ausrichtet und dabei eine Federvorspannung durch Verlängerung oder Verkürzung des wirksamen Hebelarms ändert, die somit eine Kugel unterschiedlich stark in einen Konus presst. Leider war diese Konstruktion misslungen, denn die Wirkung war abhängig von der Richtung der Aufrichtung sowie der Implantationslage. Bei zufällig ungünstigen Bewegungen war eine Senkung des Öffnungsdruckes nicht möglich, wodurch es zu gefährlichen Unterdrainagen kam. Aus diesem Grunde wird dieser Ventiltyp heute nicht mehr implantiert.
Der erste und bis heute einzige klinisch erfolgreich verwendete "Switcher-Typ" ist das Miethke Dual-Switch-Ventil, über das sich vor allem für Patienten mit Normaldruckhydrocephalus zahlreiche sehr positive Berichte in der Fachliteratur finden.

#### Switcher oder Counterbalancer
Counterbalancer kompensieren den hydrostatischen Druck eher aggressiver als Switcher. Counterbalancer sollten daher eher bei Patienten eingesetzt werden, bei denen die Gefahr einer Überdrainage als sehr hoch eingeschätzt wird. Switcher sind bei Patienten zu bevorzugen, bei denen eine permanente und suffiziente Liquordrainage zur optimalen Therapie wichtig ist. Wichtig ist auf jeden Fall der richtige Implantationsort und hier die korrekte Lage in Bezug zur Körperachse.

### Einstellbare Gravitationsventile
Der derzeit modernste Ventiltyp ist die Kombination von einstellbaren Ventilen und Gravitationsventilen. Hierdurch wird einerseits die lageabhängig sich anpassende Arbeitsweise des Ventils sichergestellt und andererseits eine Anpassung der Arbeitsweise an individuelle Patientenbedürfnisse möglich. Während verstellbare Ventile in Kombination mit einer Gravitationszusatzeinheit eine Verstellung gleichgerichtet nur für die liegende und die stehende Position gewährleisten, wird eine getrennte Anpassung der Ventilcharakteristik durch das Miethke-proSA-Ventil erstmals möglich. Während im Liegen der Öffnungsdruck auf klinisch günstigen niedrigen Werten bleiben kann, ist eine Anpassung beispielsweise an wachstumsbedingte Änderungen in der stehenden Körperhaltung unabhängig von der Liegendposition mit dem proSA-Ventil erstmals möglich.

## Shuntkomplikationen
Gemessen am gesamten Spektrum der kinder- bzw. neurochirurgischen Operationen hat die Shuntoperation nicht den höchsten technischen Schwierigkeitsgrad. Trotzdem kann es aufgrund der Eigenarten dieses besonderen Krankheitsbildes zu Shuntkomplikationen wie „Überdrainage“, "Unterdrainage" und „Infekt“ kommen.

### Unterdrainage
Bei einer Unterdrainage wird bei einem bereits implantierten Shunt zu wenig Liquor über das Shuntsystem abgeführt. Ursachen können sein
- ein defektes Ventil,
- ein verstelltes Ventil,
- ein verstopfter oder nicht mehr korrekt ableitender Schlauch (z. B. ein Kind ist gewachsen und der Schlauch endet nicht mehr im Bauchraum),
- ein vom Ventil abgerissener Schlauch.

Die Folge einer Unterdrainage ist ein Ansteigen des Hirndrucks. Der Shunt muss dann neu verlegt werden (Ventil und/oder Schlauch) oder das Ventil muss verstellt werden, falls es sich um ein verstellbares Ventil handelt.

### Überdrainage
Bei der Überdrainage wird mehr Liquor über das Shuntsystem abgeführt, als produziert wird. Dies braucht zunächst einmal nichts Schlimmes zu sein, insbesondere, wenn es nur temporär auftritt. In großen Metaanalysen zeigt sich, dass nur etwa 20 Prozent der überdrainierten Patienten jemals etwas davon bemerken (die Zahlen schwanken zwischen vier und 70 Prozent!). Der Körper ist durchaus in der Lage, gewisse Formen der Überdrainage selbstständig zu kompensieren. Nur dort, wo dies nicht gelingt, zeigen sich dann auch Symptome.
Folgende Symptome einer Überdrainage lassen sich klassifizieren:
1. Beim Überdrainage-Syndrom leiden die Patienten vornehmlich unter Kopfschmerz, Übelkeit und Schwindel. Die Symptome sind dem des Überdrucks durchaus sehr ähnlich. Einzig die Tatsache, dass sie überwiegend beim Aufstehen / Aufrichten auftreten und beim Hinlegen wieder verschwinden, ermöglichen die Abgrenzung zum Überdruck. Mit bildgebenden Verfahren (CT oder MRT) lassen sich nur selten zuverlässige Diagnosen stellen.
2. Schlitzventrikel haben per se keinen Krankheitswert. Die Bezeichnung erläutert jedoch die Weite der Ventrikel, die durch eine Überdrainage zusammengefallen sind. In CT oder MRT sind sie typischerweise beim Überdrainage-Syndrom zu sehen.
3. Bei subduralen Ergüssen oder Hämatomen handelt es sich um Flüssigkeitsansammlungen (meist liquorähnliche Flüssigkeiten), die sich infolge kollabierender Ventrikel (Schlitzventrikel) zwischen Dura mater und Arachnoidea bilden, um den durch das Kollabieren der Ventrikel entstehenden Unterdruck auszugleichen. Reißen dabei auch kleinere venöse Gefäße aus, füllen sich die normalerweise nur kapillarspaltbreiten Zwischenräume mit Blut.
4. Bei dem Schlitz-Ventrikel-Syndrom (SVS) (engl.: Slit-Ventricle-Syndrom) handelt es sich um eine schwer zu diagnostizierende Folge der Überdrainage, die eher bei Kindern als bei Erwachsenen auftritt. Erfolgt beim stehenden Patienten eine Überdrainage, kollabieren die Ventrikel und die Ventrikelwände verschließen die perforierte Shuntspitze (Stadium 1). Durch den Sog der Überdrainage dringt auch das die Ventrikelwand auskleidende Gewebe in die Löcher der Ventrikeldrainage. Im zweiten Stadium sind alle Löcher verschlossen und kein Liquor kann die Drainage passieren. Nach einer gewissen Zeit oder nach dem Hinlegen blähen sich die Ventrikel wieder auf und die die Perforation des Katheters verschließenden Gewebeteile treten aus dem Katheter heraus. Liquor kann wieder passieren (Stadium 3) und wird drainiert. Zwischen Stadium 3 und Stadium 2 kann es ein lang andauerndes Hin- und Her geben, ohne dass der Patient etwas davon bemerkt oder nur sehr kurzfristig Beschwerden hat. Irgendwann kann aber Stadium 2 in Stadium 4 übergehen: Dann sind die Öffnungen des Ventrikelkatheters derart fest mit Gewebeanteilen verschlossen, dass es zu einer Überdrucksymptomatik mit allen ihren Folgen kommt. Der Shunt ist irreversibel verstopft und es muss schnell gehandelt werden. Das Heimtückische ist, dass das SVS im MRT oder CT meist vollkommen unauffällig ist und daher sehr schwer zu diagnostizieren ist. Hinzu kommt, dass die Ventrikelwände durch das ständige Hin- und Her von Stadium 2 und 3 vernarben können und dadurch starr werden. Dies erschwert die bildgebende Diagnostik weiter.
5. Beim Shuntversagen und dem Verstopfen des Ventrikelkatheters handelt es sich um das Ausbleiben der eigentlichen Shuntfunktion. Bei einem verstopften Ventrikelkatheter sind – meist hervorgerufen durch das Schlitz-Ventrikel-Syndrom (s. o.) – die Öffnungen der Katheterspitze durch Gewebeteile der Ventrikelwände verstopft, so dass kein Liquor mehr drainiert werden kann und es zwangsläufig zum totalen Shuntversagen kommt. Eine Überdrucksymptomatik ist die Folge. Eine weitere Form des Shuntversagens ist genau gegenteilig: Kleinere Gewebeteile oder Blutkoagel, die durch den Ventrikelkatheter abtransportiert werden, können sich im Shuntventil festsetzen und entweder den Liquorfluss im Ventil blockieren oder eine permanente Liquordrainage herbeiführen. Überdruck oder eine Überdrainage sind die jeweilige Folge.
6. Bei vergrößerten Nasennebenhöhlen, verdickten Schädelknochen, der Kraniosynostose und der Kraniostenose handelt es sich um Shuntkomplikationen, die im Zusammenhang mit einer Überdrainage beim pädiatrischen Hydrocephalus stehen. Bedingt durch die Überdrainage entsteht im Schädelinnern ein Sog, der unter anderem zu verdickten Schädelknochen oder vergrößerten Nasennebenhöhlen führen kann. Bei der Kraniosynostose verschließen sich die bei einem Kind ggf. altersentsprechend noch offenen Schädelnähte vorzeitig durch die Sogwirkung der Überdrainage. Sind alle Schädelnähte betroffen, kann das Gehirn nicht mehr wachsen und es kommt neben dem Mikrocephalus zwangsläufig auch zu einer Hirndrucksymptomatik. Meist ist jedoch nur die oben liegende Sagittalnaht (Pfeilnaht) betroffen. Da der Schädel nun nicht mehr in die Breite wachsen kann, wird die Raumforderung des Hirns durch ein Längenwachstum des Schädels kompensiert. Allgemein werden derartige Fehlentwicklungen des Schädels als Kraniostenosen bezeichnet.
7. Die Abschnürung bestimmter Ventrikelanteile ist eine besonders ausgeprägte Form der Überdrainage. Durch die entstehende Sogwirkung kann es dazu kommen, dass bestimmte Hirnareale aus ihrer normalen Position heraus bewegt werden und anders als normal im Schädel liegen. So rutscht typischerweise bei einer schlitzförmigen Verengung der beiden Seitenventrikel das Stammhirn nach oben und kann unter Umständen die Verbindung zwischen dem III. und IV. Ventrikel – das nur etwa 0,75 Millimeter messende Aquädukt – abknicken und damit verschließen. Da Shunts in der Regel in den Seitenventrikeln liegen, kann Liquor nun nicht mehr vom IV. Ventrikel über das Aquädukt und den III. Ventrikel zum Shunt hin abfließen. Der Liquor staut sich im IV. Ventrikel. Mit bildgebenden Verfahren sind sowohl die verengten Seitenventrikel als auch der aufgeblähte IV. Ventrikel sichtbar.

### Therapie der Überdrainage
Eine asymptomatische Überdrainage muss im Prinzip nicht therapiert werden.
Bei leichten Symptomen wie etwa Kopfschmerzen sollte zunächst die konservative Therapie durchgeführt werden. Der Patient sollte über mehrere Tage flach liegen und viel Flüssigkeit zu sich nehmen. Bleibt dies erfolglos, sind ggf. operative Maßnahmen angezeigt. Verfügt der Patient über ein einstellbares Ventil, so kann dies gegebenenfalls neu justiert werden. Hat der Patient nur ein herkömmliches Ventil, kann ein weiteres gravitationsgesteuertes Ventil implantiert werden, um einer Überdrainage in aufrechter Körperhaltung vorzubeugen. Die Implantation erfolgt in der Regel problemlos bei örtlicher Betäubung in das bestehende Shuntsystem.
Bei gravierenden Fällen kann ein temporärer Totalverschluss des Shuntsystems angezeigt sein. Dazu wird um den Silikonschlauch eine Metallklammer oder ein Nahtfaden gelegt und somit der Shunt verschlossen. Sind die Symptome dauerhaft behoben, wird der Clip wieder entfernt, der Shunt ist wieder durchgängig.

### Therapie der Folgen einer Überdrainage.
Sind bereits manifeste Folgen eingetreten, etwa eine Kraniosynostose oder ein subdurales Hämatom, müssen neben der Überdrainage meist auch deren Folgen behandelt werden. Verschlossene Schädelnähte können beispielsweise sehr erfolgreich mit einer Suturenektomie behandelt werden, bei der die verschlossenen Nähte wiederum operativ geöffnet werden. Ein subdurales Hämatom wird – sofern es sich nicht verkapselt hat – meist durch den Körper selber abgebaut. Ist das Hämatom hingegen verkapselt, muss ggf. auch dieses durch Anlegen eines externen Drainagesystems drainiert werden.

### Shuntinfektion
Shuntinfektionen treten durchschnittlich in 5 Prozent der Fälle auf. In der Literatur aber auch von bis zu 12 Prozent berichtet, ebenso existieren Berichte, in denen von 1 Prozent der Fälle gesprochen wird. Das klingt zunächst einmal sehr beunruhigend, man muss sich jedoch stets vor Augen halten, dass der Shunt ein nicht durchbluteter Fremdkörper ist, an dessen Oberfläche der Silikonschläuche sich leicht Bakterien einnisten können. Diese Bakterien (wie etwa Staphylococcus epidermidis) können weiterhin einen Schleimfilm bilden, der sie für Antibiotikabehandlungen quasi nicht angreifbar macht. Schlimmste Folge einer Shuntinfektion kann das Miteinbeziehen der Hirnhäute oder weiterer Organe sein. In jedem Fall ist der Shunt nicht mehr zu retten und muss explantiert werden. Ein neuer Shunt kann erst dann wieder implantiert werden, wenn die Shuntinfektion vollständig ausgeheilt ist. Ersatzweise kann man sich in einem solchen Fall vorübergehend mit einer externen Ventrikeldrainage behelfen.

## Geschichte
Der Durchbruch in der modernen Hydrocephalustherapie gelang 1949. Frank Nulsen entwickelte ein Kugel-Konus-Ventil, das im Mai desselben Jahres durch Eugen Spitz in Philadelphia erstmals implantiert wurde. Der Ingenieur Ted Heyer und Robert Pudenz entwickelten 1955 das erste transversale Schlitzventil. Der aus Philadelphia stammende Ingenieur John D. Holter führte unterdessen einen verzweifelten Kampf gegen die Zeit um das Leben seines an einem angeborenen Hydrocephalus leidenden Sohns. In der Rekordzeit von wenigen Wochen entwickelte er das erste Doppel-Schlitz-Silikon-Ventil, das als das Hydrocephalus-Ventil schlechthin gelten sollte und der Shunttherapie die neurochirurgische Akzeptanz beibringen sollte. Es war erneut Eugen Spitz, der das Ventil erstmals im März 1956 implantierte. Im Sommer des gleichen Jahres begann die Massenproduktion des als Spitz-Holter-Ventil bekanntgewordenen Systems. Im Jahr 1958 traf der aus Deutschland emigrierte Uhrmacher Rudi Schulte auf Pudenz und Heyer und verbesserte deren Schlitzventil. 1960 folgte seine Eigenentwicklung, das Schulte-Membranventil. Ebenfalls 1958 entwickelte Ames sein Distal-slit-Ventil, das für die ventrikuloperitoneale Implantation vorgesehen war. In den 1970er-Jahren verbesserte Raimondi das System und vertrieb es schließlich als Raimondi-Uni-Shunt.